# Kondensationskärna
Kondensationskärnor är mycket små partiklar i atmosfären som vattenånga kan kondensera på. Kondensationskärnorna utgör en förutsättning för bildning av molndroppar i naturen. En kondensationskärna har en diameter på cirka 0,1 μm, men både storlek och förekomst av kondensationskärnor varierar mycket i olika miljöer. Tabell 1 listar storlek och koncentration för några klasser av kondensationskärnor.
| Partikeltyp                            | Ungefärlig diameter (μm) | Partiklar per cm3 | Partiklar per cm3 |
| Partikeltyp                            | Ungefärlig diameter (μm) | Intervall         | Typiskt värde     |
| -------------------------------------- | ------------------------ | ----------------- | ----------------- |
| Små kondensationskärnor (aitkenkärnor) | < 0,4                    | 1 000–10 000      | 1000              |
| Stora kondensationskärnor              | 0,4-2,0                  | 1–1 000           | 100               |
| Jättekondensationskärnor               | > 2,0                    | 0–10              | 1                 |
| Molndroppe                             | > 20                     | 10–100            | 300               |

Om kondensationskärnor saknas måste vattenångan kylas under 0 °C innan molndroppar kan bildas.[källa behövs] Över fryspunkten måste ångan bli övermättad till cirka 400% innan vattendroppar kan bildas. Denna effekt utnyttjas i atomforskarnas Wilsonkammare.
Vissa kondensationskärnor är hygroskopiska och för dessa kan kondensation börja när den relativa luftfuktigheten är under 100%. De mest effektiva kondensationskärnorna är partiklar med diameter över 0,2 μm. Spektrumet av olika stora kondensationskärnor ger upphov till olika stora molndroppar, vilket är viktigt vid tillväxt av molndroppar genom koalescens.
Tabell 2 nedan anger källorna till de vanligaste kondensationskärnorna.
| Ursprung           | Typ                             | Miljoner ton per år |
| ------------------ | ------------------------------- | ------------------- |
| Naturliga källor   | Havsspray                       | 1000                |
| Naturliga källor   | Stoft från marken               | 200                 |
| Naturliga källor   | Vulkaniskt stoft                | 4                   |
| Naturliga källor   | Skogsbränder                    | 3                   |
| Antropogena källor | Förbränning av fossila bränslen | 38                  |
| Antropogena källor | Jordbruket                      | 10                  |
| Antropogena källor | Järn- och stålverk              | 9                   |
| Antropogena källor | Förbränning av trä              | 8                   |
| Antropogena källor | Övrig förbränning               | 4                   |
| Antropogena källor | Övrigt                          | 23                  |